# Poludionka
Poludionka (en rus: Полудёнка) és un poble (un possiólok) de l'óblast de Sverdlovsk, a Rússia, segons el cens del 2010 tenia 5 habitants.